# Крум
Крум або Крум Грізний, (болг. Крум Страшни; 755 , Волзька Болгарія  — 13 квітня 814 , Плиска, Шуменська область ) — хан болгар (803–814).

## Походження
Існує дві гіпотези походження хана. Відповідно до першої його рід походив з Паннонії, де він перебував на службі у аварів. За другою та більш поширеною — Крум народився в Македонії. Його батько Токту був членом протоболгарського знатного роду та навіть був правителем Болгарії між 766 та 767 роками. Скоріше за все, він належав до гілки роду Дуло, яка оселилась в Македонії на чолі з Кубером. Мати Крума, Лана (або Світлана), була слов'янкою. Цим можна додатково пояснити опис Крума візантійським хроністом як світловолосої людини зі світлими очима.

## Війни з аварами та Візантією

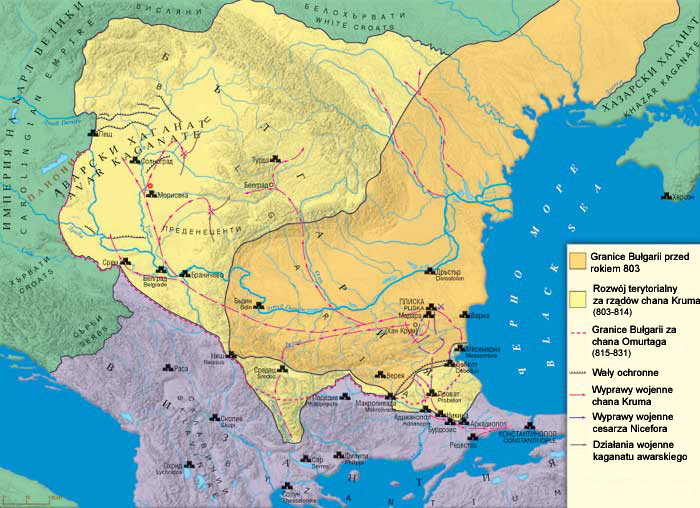
Кордони Болгарії за хана Крума
Перше Болгарське царство до 803 року
Землі, завойовані ханом Крумом

Скориставшись послабленням Аварського каганату, який вів на заході війну з франкською імперією Карла Великого, хан Крум напав на аварів. Війна завершилась повним розгромом аварської держави. Її територію було розділено між переможцями. До 805 року Болгарія заволоділа східною частиною каганату, дещо раніше західну частину каганату зайняли франки, новий кордон між переможцями пройшов середнім Дунаєм.
807 року почалась війна з Візантією, яка тривала зі змінним успіхом до 815 року й завершилась тільки після смерті хана.

### Проти Никифора I
У 809 році хан Крум напав на візантійські війська поблизу міста Стромона. Поблизу нього роздавали платню воїнам, і Крум захопив велику кількість золота — «сто тисяч літрів». Після цього він узяв в облогу візантійську фортецю Сердіка (сучасна Софія), хитрощами та під чесне слово узяв її, проте вчинив лукаво й перебив весь гарнізон. Щоб помститись за втрату міста, імператор Никифор того ж року виступив проти болгар, та через заворушення в армії був змушений відкласти похід. Лише за два роки, зібравши величезну армію, Никифор влаштував новий похід. Він мав намір знищити Болгарську державу.
|  | Зібравши військо не тільки з Фракії, але й забосфорські легіони, бідняків на власному забезпеченні, озброєних пращами й палицями, які з усім військом проклинали його, він пішов до Болгарії. Круммос, злякавшись настільки численного війська, коли воно знаходилось ще у Маркеллах, прохав миру. |

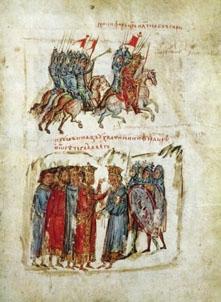
Імператор Никифор входить до Болгарії

Хан Крум усвідомив, що загроза повного знищення Болгарії є цілком реальною та вирішив прохати про мир. При підході до фортеці Маркели до імператора прибули болгарські посли, які прохали про мир. Імператор відкинув цю пропозицію й пішов далі. Хан Крум, зібравши 50-тисячне військо, спробував зупинити візантійців, проте болгарська армія була розбита.
Імператор почав жорстоко винищувати мирне населення. За словами Феофана Сповідника варварство візантійського імператора не мало меж, він наказав убивати навіть жінок і немовлят особливо жорстокими способами.
Відступивши, для оборони Плиски хан залишив 12-тисячний гарнізон. Після успішної облоги, болгарська столиця була захоплена і зруйнована, а гарнізон перебитий. Никифор увійшов до міста 20 липня. Він розграбував скарби болгарського хана і щедро обдарував військо та знать. У Плисці до нього ще раз прибули посли болгарського хана. Вони передали йому такі слова хана Крума: «Ось ти прийшов і переміг. Візьми, що забажаєш та йди з миром». Проте імператор і чути не бажав про мир. Тим часом хан Крум зібрав нове військо з болгар, аварів та слов'ян. Хан Крум підняв на боротьбу із загарбником все болгарське населення, історичні свідчення[які?] кажуть, що озброєними були навіть жінки.
23 липня 811 року імператор Никифор вийшов з Плиски. Спочатку він планував вирушити на Сердіку, але отримавши відомості від розвідників про те, що хан Крум загороджує йому шлях, блокувавши Балканські проходи й готує засаду, повернув армію до Константинополя.

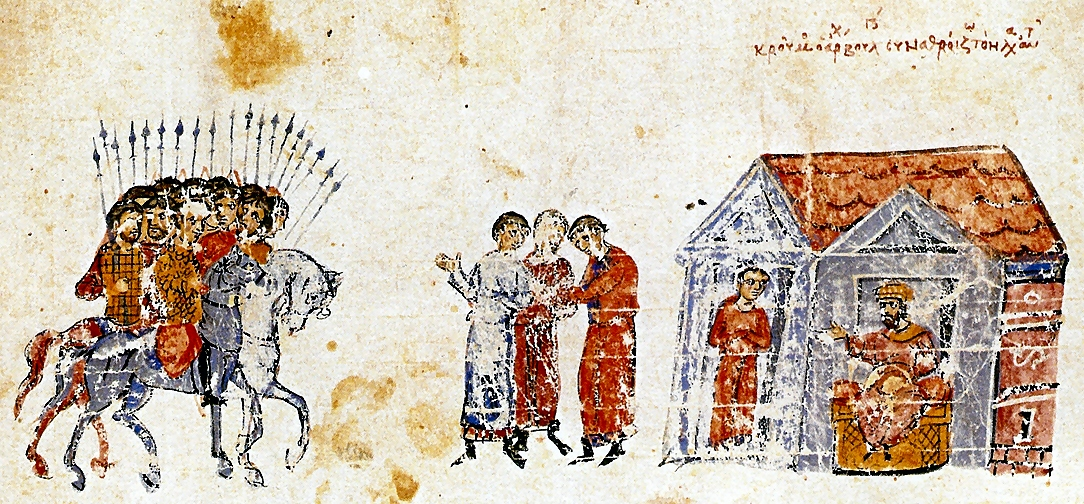
Крум збирає свої війська, мініатюра з часопису Іоанна Скілиці, XII століття

#### Битва при Вирбиському проході
Маневруючи військом у пошуках проходу через Балкани, він зупинився поблизу місця, що називається Вирбиським проходом 25 липня 811 року. Болгари встигли швидко перегородити прохід ровом та дерев'яною стінкою. Армії довелось розбитись на окремі загони, оскільки місцевість не дозволяла повного зосередження війська. Оцінивши реальний стан справ, імператор Никифор передбачав:
|  | ...і тим, хто був при ньому, так казав про свою загибель: хоч би ми були крилаті, й тоді ніхто не зміг би уникнути смерті. |

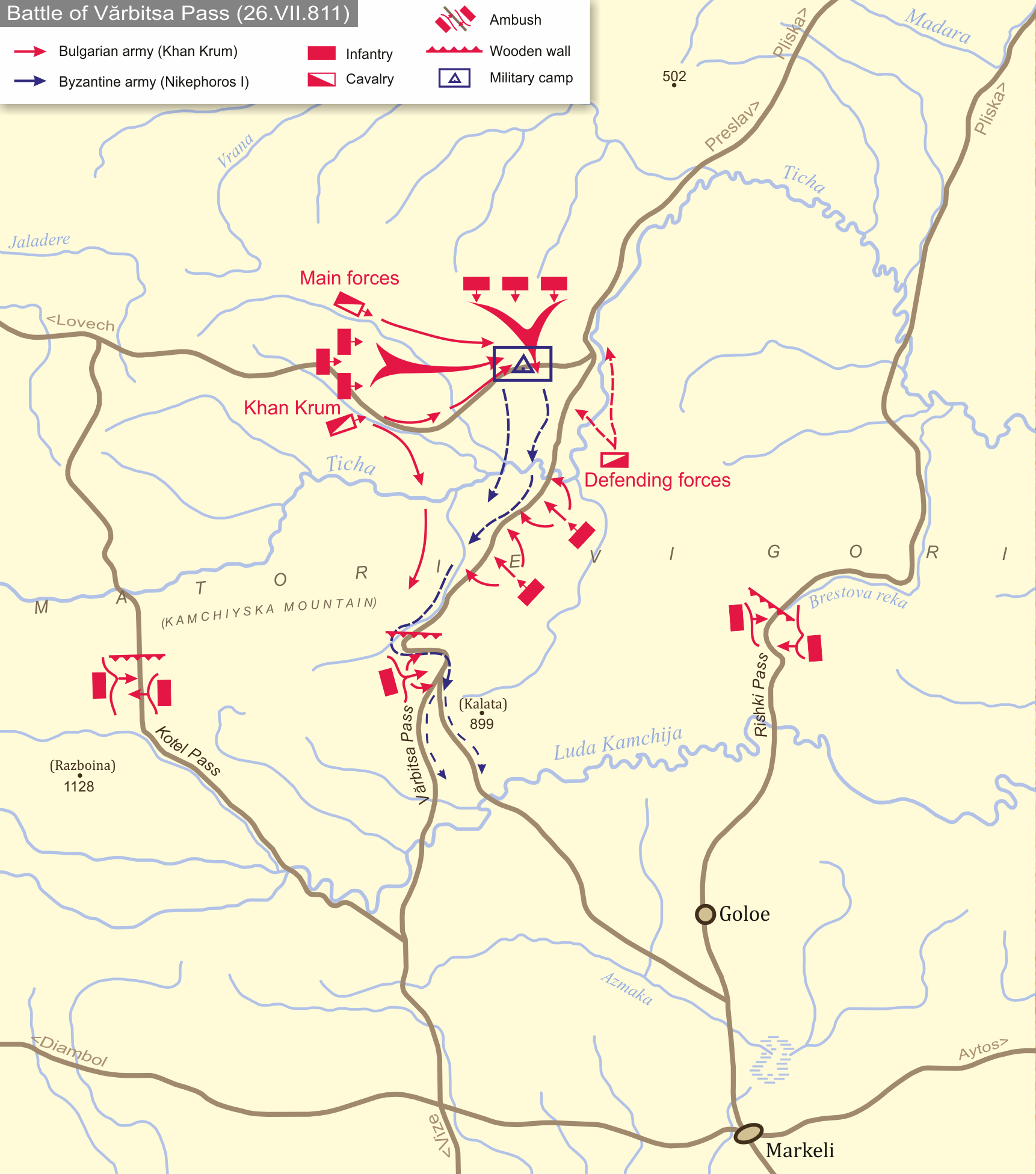
План битви при Вирбиському проході

26 липня 811 року болгари атакували центр візантійської армії, де перебував імператорський загін. Візантійці швидко озброїлись, але невдовзі хвилею болгар були зметені та вирішили рятуватись втечею. Більша частина війська повернула до річки, де багато хто втопився, не знайшовши переправи. Інша частина війська намагалась прорватись через рів і стіну, але були вбиті. Загинула практично вся візантійська армія, в тому числі і сам імператор. Стосовно смерті Никифора є різні версії:
|  | Яким чином він убитий, ніхто з тих, хто врятувався, не міг розповісти з точністю. Одні кажуть, що самі християни закололи його, коли він упав. |

Візантійські хроністи пишуть, що імператор Никифор загинув «ще під час першого удару жалюгідним способом». Проте болгарські історики[які?] того часу кажуть про інше. Імператор був захоплений живим та відведений до хана Крума. Перед ханом йому відрізали голову й посадили її на кіл. Перед цим колом хан Крум прийняв парад військ. Після цього з черепа імператора Никифора хан Крум наказав виготовити кубок, оздоблений сріблом, з якого він пив на урочистих обідах зі слов'янськими вождями й виголошував тости на їхню честь і за порятунок країни.

### Проти Михаїла I Рангаве

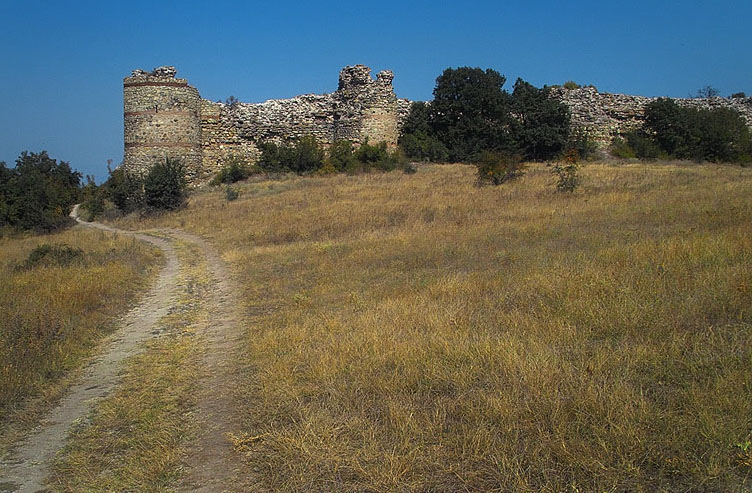
Фортеця Версинікея

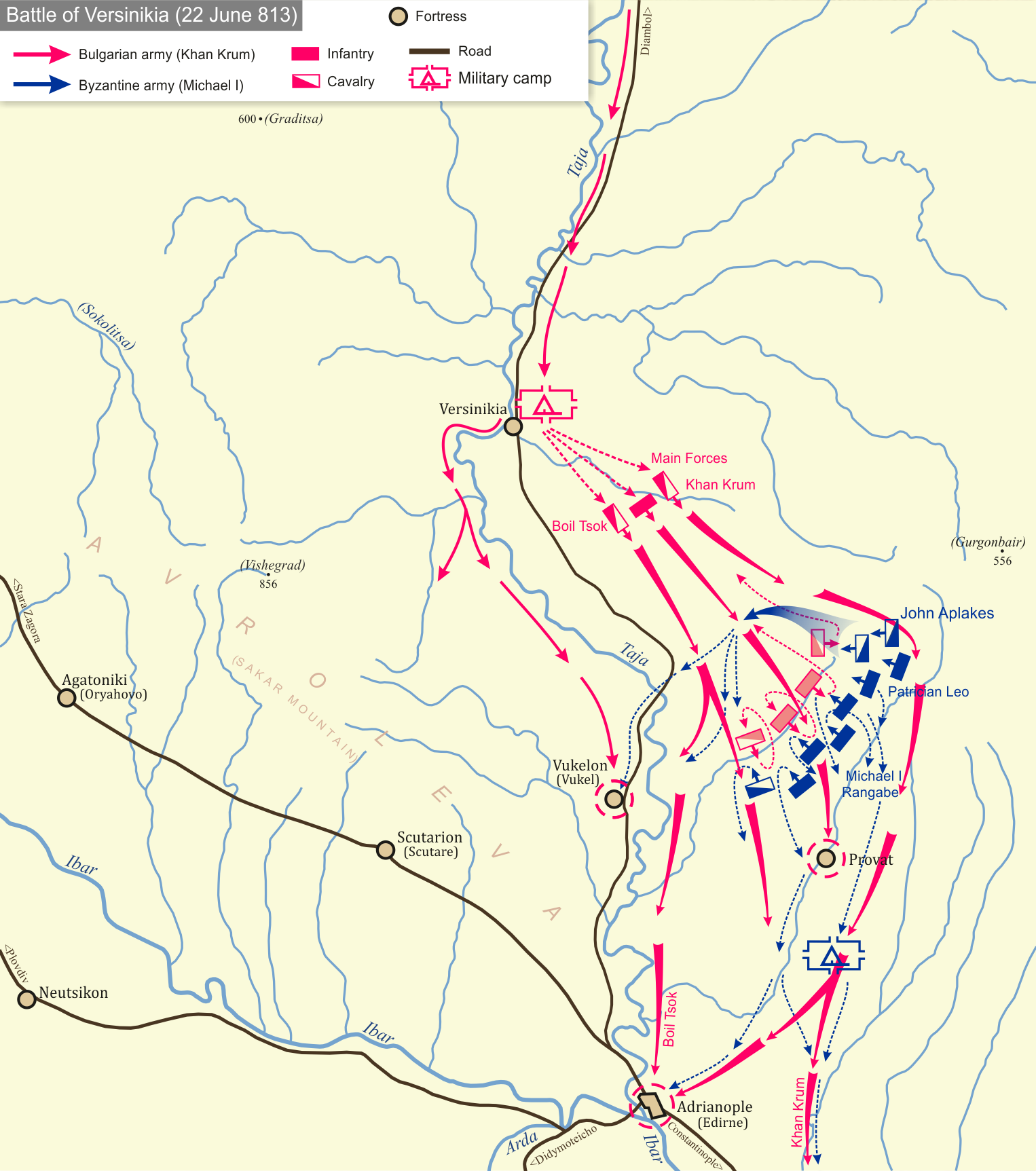
Битва під Версинікеєю

Наступного року болгари вирушили на Константинополь. Їм удалось захопити кілька фортець зовнішньої лінії оборони, які захищали візантійську столицю на дальніх підступах. Не розраховуючи взяти місто облогою чи штурмом, Крум запропонував мир на умовах щорічної сплати данини й повернення перебіжчиків. Однак новий імператор Михаїл I відкинув пропозицію. Відповіддю Крума стало взяття Месембрії у жовтні 812 року. Крум використовував велику кількість облогових машин, будівництвом яких він був зобов'язаний деякому вправному аравійцю, який втік з Адріанополя через погане ставлення до нього з боку імператора Никифора.
Взяття Месембрії у Візантії було сприйнято болісно, оскільки окрім багатої здобичі морського міста, болгари захопили 36 сифонів для секретної зброї — «грецького вогню»:
813 року Крум знову підійшов до Константинополя. Основною перешкодою перед Константинополем була фортеця Версинікея, де імператор Михаїл I Рангаве зосередив рештки своєї армії.
Однак візантійські солдати були невдоволеними, грабували місцеве населення, до того ж становище погіршило затемнення сонця, яке злякало багатьох візантійців. У той же час послідовники однієї з єресей у Константинополі почали молитись Костянтину V про перемогу над болгарами, чим спричинили невдоволення православного населення міста. Причиною цих молитов була безліч походів і перемог імператора над болгарами. Кілька днів поспіль обидві армії вишиковувались, проте жодна не наважувалась атакувати. Це призвело до смути у візантійській армії, оскільки на думку візантійців їхня армія була в кілька разів більшою за болгарську. Явно не витримавши психологічно, фракійські загони Йоанна Аплакіса, сповістивши імператора, почали наступ. Їхньому прикладу наслідувала решта армії. Такі маневри здались хану Круму пасткою. Однак за якийсь час переконавшись, що армія візантійців панічно відступає, він наказав перейти в наступ і болгарське військо наздогнало і розгромило візантійську армію. Цей крах решток візантійської армії залишив підступи до Константинополя беззахисними. Сам же імператор Михаїл I, після такої ганьби, розчарувавшись у своїх радниках та в армії, вирішив скласти із себе імператорську владу і сповістив про це майбутнього імператора, полководця східних загонів, Льва Вірменина.
Залишивши війська для облоги Адріанополя, хан Крум рушив війська та розташував поряд із Константинополем. Візантійці з острахом спостерігали за дивними діями «нового Сеннахірима», як вони прозвали його. Крум здійснив низку поганських обрядів і на подальших перемовинах однією з його вимог було забити свої списи до стін Константинополя, що мало, за його віруванням, здійснити міфічний зв'язок з містом для подальшого взяття. Також Крум наказав викопати рів і звести захисні укріплення з боку Константинополя.

### Проти Льва V Вірменина
До того часу візантійський трон посів Лев Вірменин, який розпочав перемовини з болгарським ханом. Новий імператор удав готовність укласти мир, проте зажадав особистої зустрічі з Крумом, маючи намір убити його під час перемовин. У визначеному місці були приховані лучники та за знаком вони почали стріляти в хана. Хана Крума врятувала його швидкість і кінь, та хоч вони влучили в нього, не завдали йому поранень. Хитрість не вдалась, розгніваний хан спустошив околиці столиці. Кульмінацією його гніву стало взяття Адріанополя, населення якого він переселив.
Останнє лукавство візантійців стало останньою краплею для Крума та після цього розгніваний Крум почав готуватись до остаточного взяття Константинополя. Він підготував величезний парк облогових машин. Крум скликав слов'янські племена й аварів, що входили до складу його держави. Переконавшись у правдивості чуток, візантійський імператор почав зміцнювати стіни Константинополя та навіть попрохав про допомогу Людовіка I Благочестивого.
У розпалі підготовки до нової рішучої кампанії проти Візантії хан Крум несподівано помер 13 квітня 814 року. Про його смерть свідчать кілька візантійських джерел[яких?], та скоріше за все, він став жертвою сакрального царевбивства за звичаями протоболгар. Війну продовжив його наступник, хан Омуртаг.

## Смерть хана Крума
Хан Крум помер за дивних обставин. Відповідно до джерел з його рота, вух та ніздрів потекли ріки крові, а відповідно до одного з них, його було вбито «невідомою рукою». Є думка, підтверджена історичними джерелами, що він став жертвою сакрального царевбивства за звичаєм стародавніх болгар. За цим звичаєм, одноплемінник, який за своїми якостями перевершує інших, має бути скоріше відправлений на «небо» для того, щоб він допоміг «небесним справам». Саме такою людиною був хан Крум.
За його нетривале правління він здійснив недосяжні для його попередників та наступних правителів справи. В результаті краху Аварського каганату й війн з Візантією, він удвічі збільшив територію Болгарського ханства. Підкорені авари прийняли його як правителя, імовірно через близькі родинні зв'язки аварів і протоболгар. На відміну від аварів, підкорених франками, вони не вдались до заколотів. У 811 році він врятував Болгарію від знищення Візантією. У 811 та 813 роках він практично знищив військову міць Візантійської імперії і впритул наблизився до її столиці, узявши всі фортеці на підступах до її європейської частини.
У 813 році розпочав грандіозну, за масштабами приготувань, кампанію із взяття Константинополя, що не вдалось жодному болгарському правителю. Внаслідок його переможних війн Болгарія, яка намагалась в основному зберігати свою територію та не провадила інтенсивну експансійну політику, якось опинилась на порозі краху Візантійської імперії. Взяття одного з найбільш захищених міст у світі й центрів середньовічної цивілізації мало величезне значення. Сучасники Крума явно не були готовими до таких грандіозних поворотів подій.
На його честь названо місто Крумовград.

## Внутрішня політика

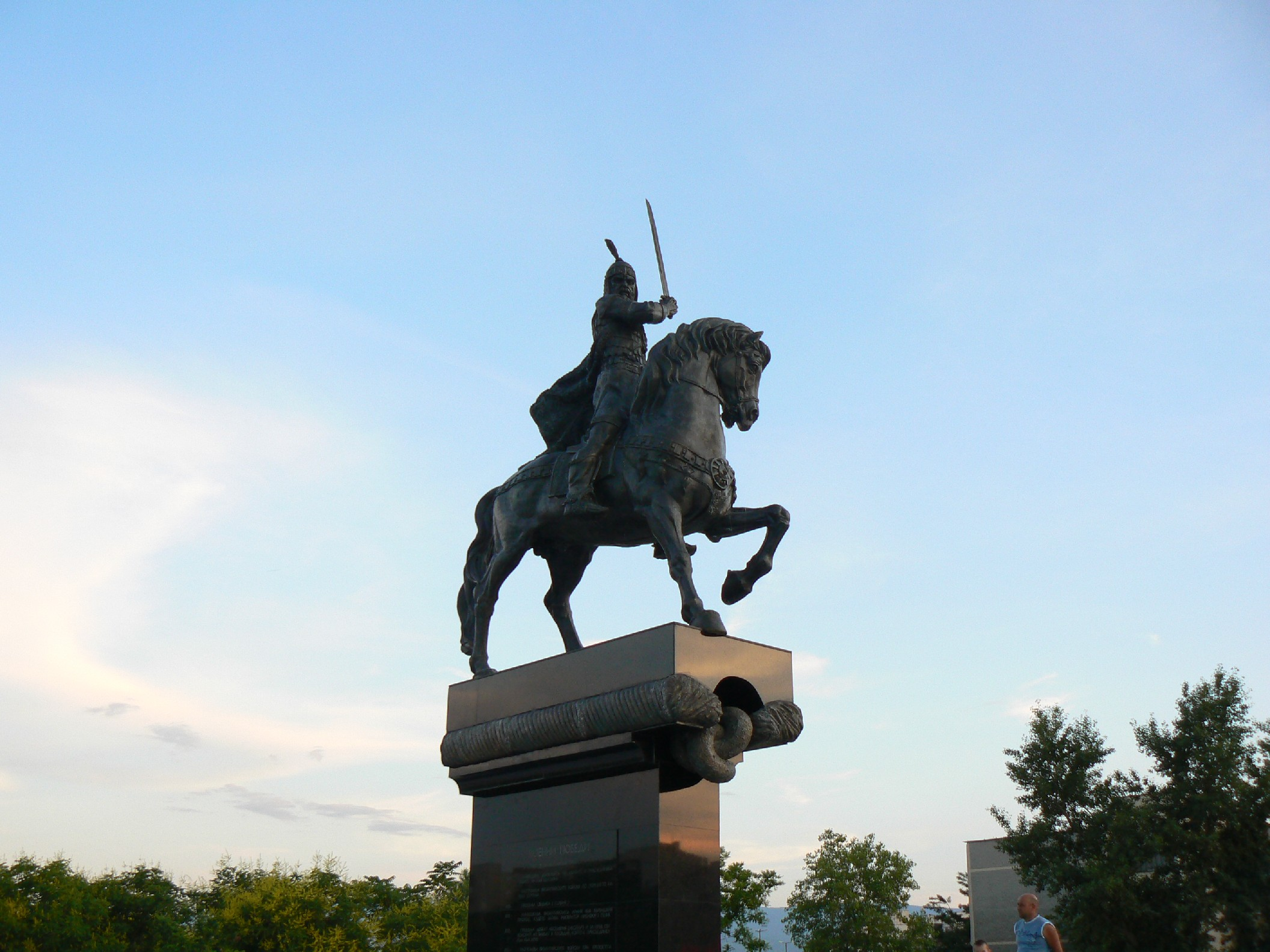
Пам'ятник хану Круму, урочисто відкритий 4 червня 2007 року в місті Пловдіві

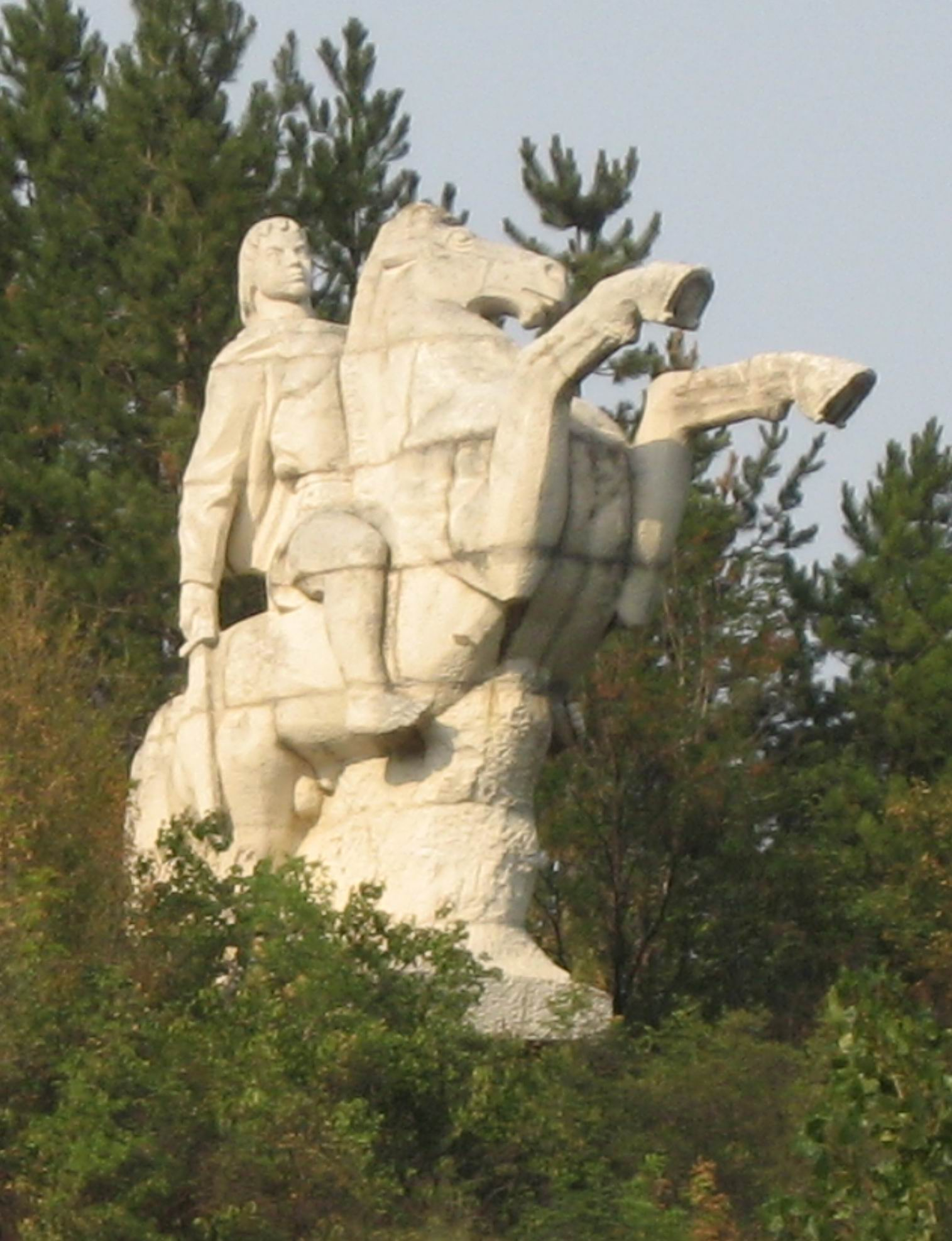
Пам'ятник хану Круму поблизу фортеці Місіоніс (на території області Тирговіште)

Крум став першим законодавцем Болгарії. Закони хана збереглись у переказі грецького енциклопедичного словника — Суди. Відповідно до Суди закони були видані Крумом після допиту аварських полонених, які назвали серед причин, що спричинили загибель своєї потужної держави, наклепи, хабарництво, пияцтво і зростання соціальної нерівності. Щоб зупинити розвиток цих виразок у Болгарії, Крум і видав закони, що регулюють судочинство, посилюють покарання за злодійство, а також наказав вирубати в Болгарії виноградники.

## Хан Крум і вино
Однією з причин падіння Аварського каганату було пияцтво. З цієї причини Крум наказав вирубати виноградники в Болгарії.
За легендою, деякий час після цього на столицю Плиска почав нападати величезний лев, який сильно лякав людей. Ніхто не міг його подолати. Деякий воїн Мавруд тим часом повернувся до Болгарії, не знаючи про «сухий закон». Почувши про жахливого лева, довго не розмислюючи, вирушив один на його пошуки. Знайшовши лева, у короткій сутичці безстрашний юнак убив звіра. Чутки про подвиг швидко поширились. Чутки сягнули вух хана. Він був украй здивований силою та хоробрістю Мавруда, який самотужки зробив те, що не змогли безліч інших болгарських воїнів. Крум наказав покликати Мавруда до палацу й почав розпитувати, звідки у нього така сила й хоробрість. Безстрашний Мавруд чесно відказав, що до поєдинку випив чашу вина, якого дала йому мати, та що у вині джерело його сил. Вона потай вирощувала виноградні лози, порушивши закон хана Крума. Крум був ошелешений відповіддю хороброго Мавруда. Він щедро нагородив юнака й наказав відновити виноградники в Болгарії. На честь безстрашного воїна Мавруда був названий сорт відомого болгарського винограду «Мавруд».